# روبرتو موزو
روبرتو موزو (انگلیسی: Roberto Mouzo؛ زادهٔ ۸ ژانویهٔ ۱۹۵۳) بازیکن فوتبال اهل آرژانتین است.
از باشگاه‌هایی که در آن بازی کرده‌است می‌توان به باشگاه فوتبال بوکا جونیورز اشاره کرد.
وی همچنین در تیم ملی فوتبال آرژانتین بازی کرده‌است.